# Xã Upper Surrounded Hill, Quận Prairie, Arkansas
Xã Upper Surrounded Hill (tiếng Anh: Upper Surrounded Hill Township) là một xã thuộc quận Prairie, tiểu bang Arkansas, Hoa Kỳ. Năm 2010, dân số của xã này là 78 người.